# Schloss Brunnwald

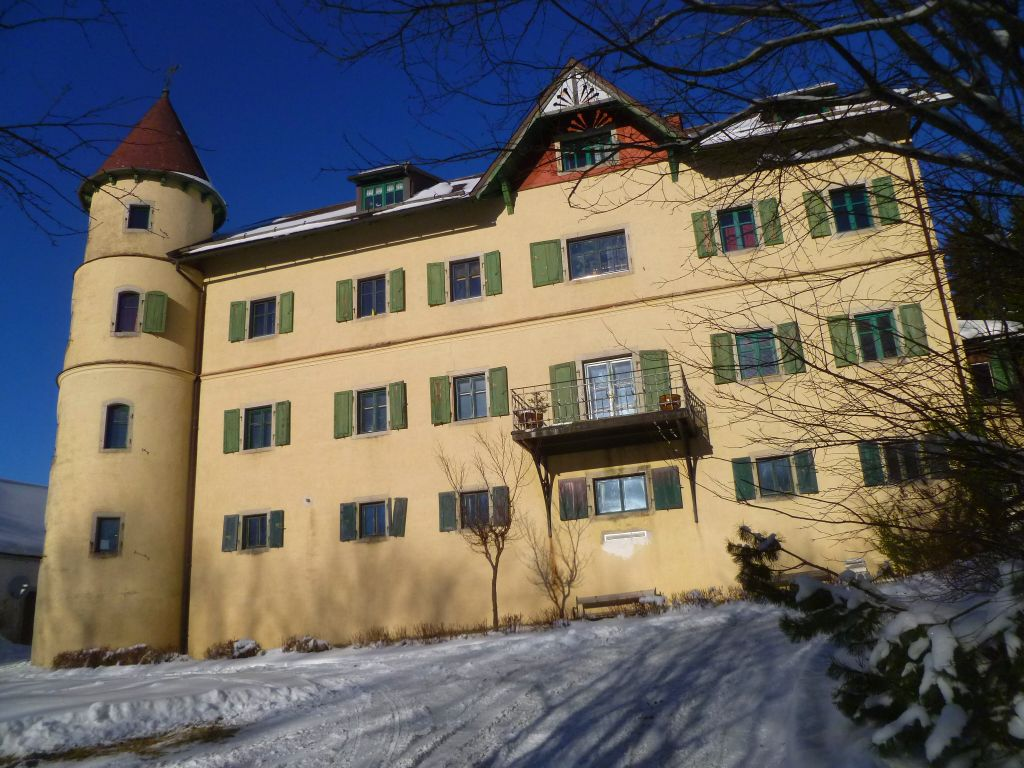
Schloss Brunnwald

Das Schloss Brunnwald steht im Ort Brunnwald, Gemeinde Vorderweißenbach im Bezirk Urfahr-Umgebung in der Nähe von Bad Leonfelden (Brunnwald 5).

## Geschichte

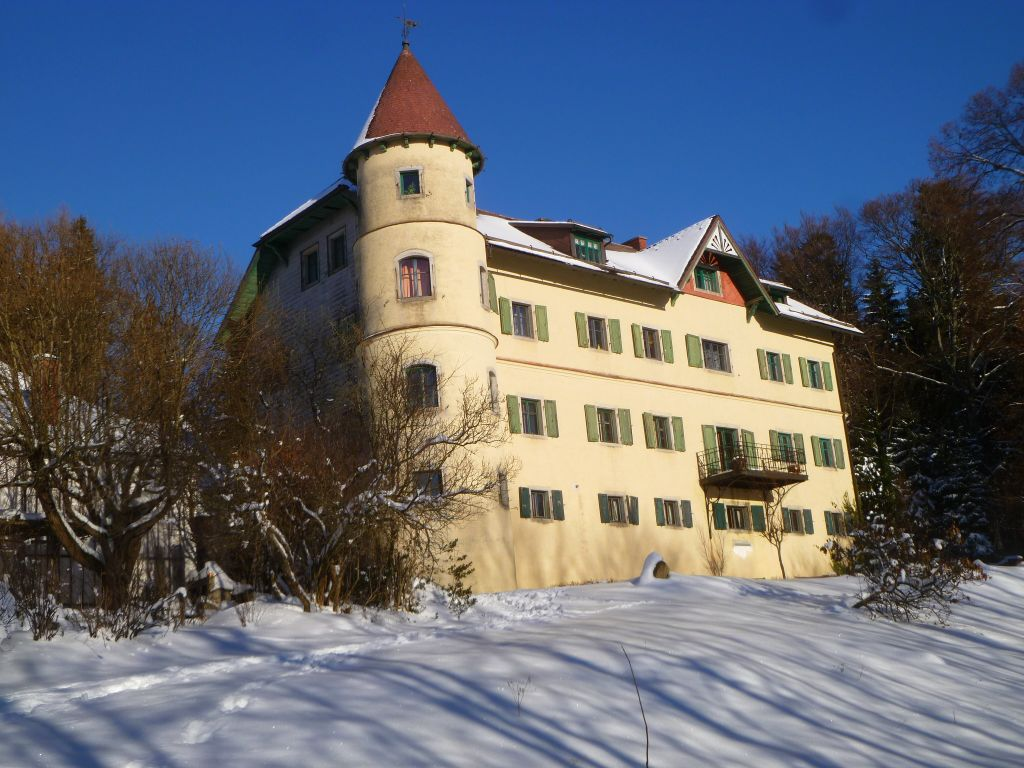
Schloss Brunnwald

Das Schloss im Waldgebiet des Brunnwalds wurde zwischen 1724 und 1727 inmitten des Brunnwaldes als starhembergisches Jagdschloss erbaut. Ein Brand von 1898 zerstörte es weitgehend. 1905 wurde das Schloss neu errichtet. Der aus dem Mauerverband hervorspringende viergeschoßige Turm stammt von dem Wiederaufbau.
1939 wurde das Schloss von den Nationalsozialisten beschlagnahmt und als NSV-Mütterheim verwendet. Nach dem Zweiten Weltkrieg wurden für die durch die großen Flüchtlingsbewegungen zustande gekommenen Evangelischen im Raum Bad Leonfelden im Schloss Gottesdienste abgehalten. Diese wurden später in der Hauptschule des Marktes verlegt. Im Schloss war auch eine Geburtenstation des Diakoniewerkes untergebracht. 1955 wurde ein Rekonvaleszenzheim des Roten Kreuzes einquartiert, dann stand das Gebäude einige Zeit leer. Von 1965 bis 1982 war es an einen spanischen Verein für Gäste und als Kinderheim verpachtet.
Das Gebäude dient seit 1993 als Gast- und Wohnstätte.
Der Hotel- und Gaststättenbetrieb wird von Helga und Gilbert Holzer geführt. Das Schloss ist auch heute noch im Besitz der Starhembergschen Forst- und Güterdirektion.

## Anlage

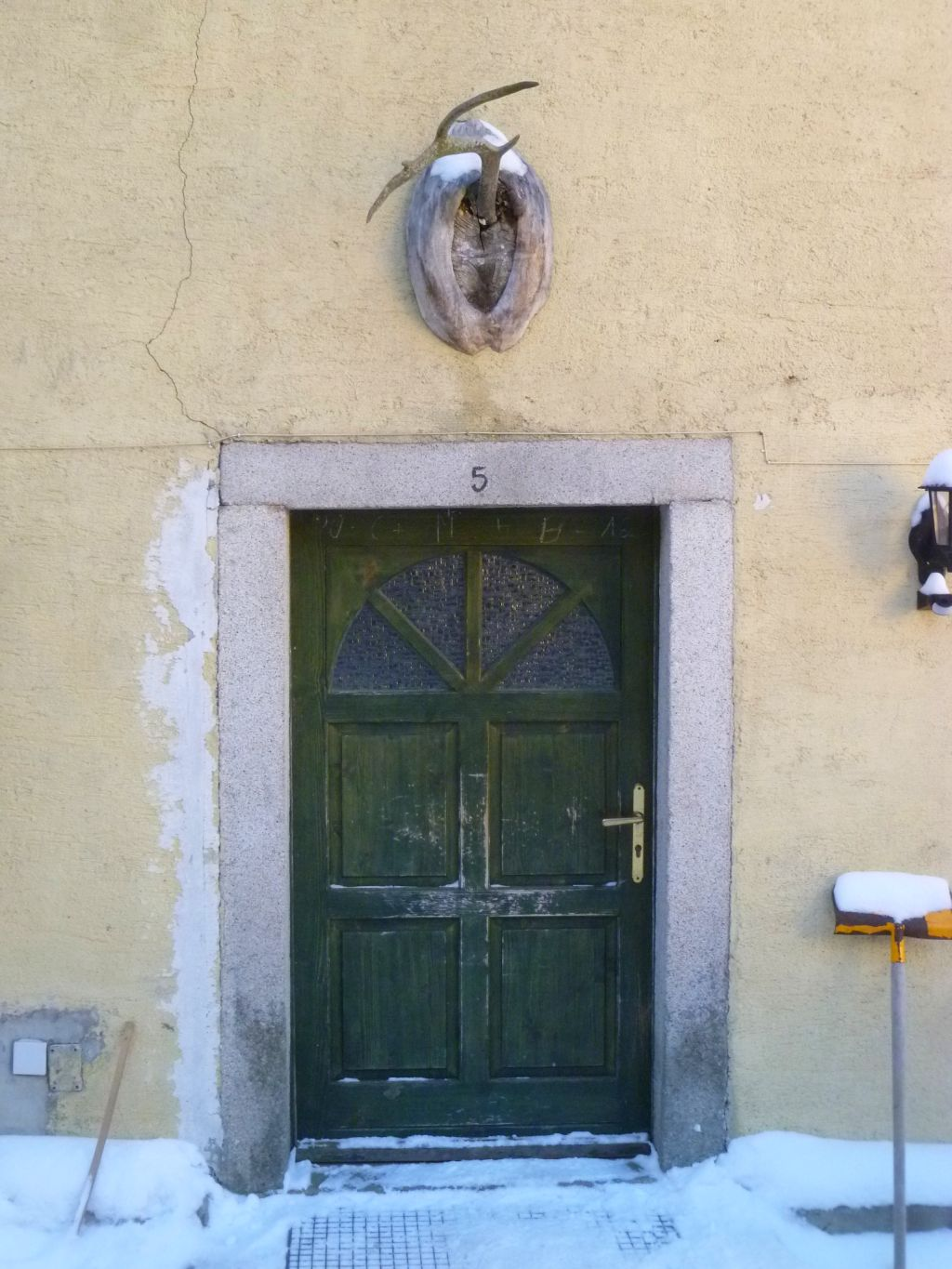
Rückseite des Schlosses

Brunnwald ist ein dreigeschoßiges Anwesen mit einigen landwirtschaftlichen Nebengebäuden. Aus dem Mauerwerk ragt seitlich ein Rundturm hervor. Auf seiner Ostseite befindet sich unter einem arkadenartigen Vorbau der Eingang zur Gastwirtschaft. Auf der Rückseite ist ein weiterer Eingang mit einfacher Granitumrahmung zu finden. Oberhalb des Einganges befindet sich die Abwurfstange eines Hirsches.